# Метелищи
Метелищи — деревня в Чагодощенском районе Вологодской области.
Входит в состав Белокрестского сельского поселения, с точки зрения административно-территориального деления — в Белокрестский сельсовет.
Расстояние по автодороге до районного центра Чагоды — 18 км, до центра муниципального образования села Белые Кресты — 5,2 км. Ближайшие населённые пункты — Ерохово, Загорье, Заполье.
По переписи 2002 года население — 9 человек.